# ZFP42
ZFP42 (англ. ZFP42 zinc finger protein) — білок, який кодується однойменним геном, розташованим у людей на короткому плечі 4-ї хромосоми.  Довжина поліпептидного ланцюга білка становить 310 амінокислот, а молекулярна маса — 34 802.
| 10         |  | 20         |  | 30         |  | 40         |  | 50         |
| ---------- |  | ---------- |  | ---------- |  | ---------- |  | ---------- |
| MSQQLKKRAK |  | TRHQKGLGGR |  | APSGAKPRQG |  | KSSQDLQAEI |  | EPVSAVWALC |
| DGYVCYEPGP |  | QALGGDDFSD |  | CYIECVIRGE |  | FSQPILEEDS |  | LFESLEYLKK |
| GSEQQLSQKV |  | FEASSLECSL |  | EYMKKGVKKE |  | LPQKIVGENS |  | LEYSEYMTGK |
| KLPPGGIPGI |  | DLSDPKQLAE |  | FARKKPPINK |  | EYDSLSAIAC |  | PQSGCTRKLR |
| NRAALRKHLL |  | IHGPRDHVCA |  | ECGKAFVESS |  | KLKRHFLVHT |  | GEKPFRCTFE |
| GCGKRFSLDF |  | NLRTHVRIHT |  | GEKRFVCPFQ |  | GCNRRFIQSN |  | NLKAHILTHA |
| NTNKNEQEGK |  |            |  |            |  |            |  |            |

A: Аланін

C: Цистеїн

D: Аспарагінова кислота

E: Глутамінова кислота

F: Фенілаланін

G: Гліцин

H: Гістидин

I: Ізолейцин

K: Лізин

L: Лейцин

M: Метіонін

N: Аспарагін

P: Пролін

Q: Глутамін

R: Аргінін

S: Серин

T: Треонін

V: Валін

W: Триптофан

Кодований геном білок за функцією належить до активаторів. 
Задіяний у таких біологічних процесах, як транскрипція, регуляція транскрипції. 
Білок має сайт для зв'язування з іонами металів, іоном цинку, ДНК. 
Локалізований у ядрі.